# Kemény Gábor (politikus, 1830–1888)
Magyargyerőmonostori báró Kemény Gábor (Csombord, 1830. július 9. – Ajnácskő, 1888. október 23.) gazdaságpolitikus, publicista, a Magyar Tudományos Akadémia levelező, majd tiszteleti tagja. 1866-tól haláláig országgyűlési képviselő, 1878–1882-ben Magyarország földmívelés-, ipar- és kereskedelemügyi, 1882–1886-ban közmunka- és közlekedésügyi minisztere volt. 1887-től 1888-ig a Magyar Történelmi Társulat elnöke.
Kemény Dénes (1803–1849) politikus, belügyminisztériumi államtitkár fia.

## Életútja
Tanulmányait előbb magánúton végezte, majd többek között Szász Károly és Zeyk Miklós tanítványaként a nagyenyedi református kollégiumban hallgatott bölcsészetet, természettant és jogot 1848-ig. 1849 januárjában a közmunka- és közlekedésügyi minisztérium fogalmazója lett. 1850–1851-ben természettudományi előadásokat látogatott a selmecbányai Bányászati és Erdészeti Akadémián, majd 1851–1852-ben Degenfeld Gusztávval hosszabb németországi és svájci tanulmányúton járt. Hazatérését követően Erdélyben letelepedve csekelaki, csikántori és ajnácskői családi birtokainak gazdasági ügyeit intézte.
Az 1860-as években kapcsolódott be Erdély politikai életébe. 1863-tól az erdélyi országgyűléseken Gyulafehérvár képviselőjeként vett részt, de az unió híveként obstruálta az ülésszakokat. 1866-tól a gyulafehérvári választókerület képviselője volt a magyar országgyűlésben, előbb a Deák Ferenc-féle Felirati Párt, majd 1875 után a Szabadelvű Párt színeiben. 1875 márciusa és 1878 decembere között államtitkárként tevékenykedett a Tisza Kálmán irányította belügyminisztériumban. 1878. december 4-étől 1882. október 12-éig földmívelés-, ipar- és kereskedelmügyi miniszter volt, 1882. augusztus 9. és 1886. szeptember 19. között pedig a közmunka- és közlekedésügyi tárcát vezette. 1878-tól a budapest-ferencvárosi, 1886-tól haláláig a kézdivásárhelyi választókerület országgyűlési képviselőjeként vett részt a parlament munkájában. 1882-ben a valóságos belső titkos tanácsosi cím birtokosa lett. Politikai pályafutásával párhuzamosan 1872-től egészen haláláig betöltötte az Erdélyi Református Egyházkerület főgondnoki tisztét is.

## Munkássága
Erdélyi politikusként a Magyarországgal való unió feltétlen híve volt, s az 1860-as években a külön erdélyi országgyűlések megtartását ellenző kör egyik vezető alakja, a koronához e tárgyban intézett tiltakozó felirat megszövegezője volt. Gazdaságpolitikusként, majd később miniszterként egyaránt fontos közéleti szerepet vállalt, amikor támogatta az országos mezőgazdasági, ipari és technikai kiállítások, bemutatók szervezését. Személyesen közreműködött az 1879-es székesfehérvári országos közkiállítás, az 1881-es felső-magyarországi vászonkiállítás, az 1882-es agárdi nemzetközi gőzeke- és gazdaságigép-verseny megszervezésében. Az 1880-as években az egyik főkortese Prückler László volt, akinek pesti pezsgőgyárában tartották pár ízben a Szabadelvű Párt üléseit.
1878 és 1882 között, földművelésügyi, kereskedelmi és ipari miniszterként ő kötötte meg a külkereskedelmi szerződéseket és vámegyezményeket Németországgal és Olaszországgal, vezetésével alakították ki a Boszniát, Hercegovinát, Dalmáciát és Isztriát magában foglaló vámterületet. Ebben a négyéves időszakban születtek olyan fontos törvények, mint a tengeri kereskedelmi hajók lajstromozásáról szóló 1879. évi XVI. törvénycikk, valamint az erdőgazdálkodás és -védelem kérdéseit rendező 1879. évi erdőtörvény (XXXI. tc.). Mezőgazdasági szempontból fontos állat-egészségügyi és növényvédelmi intézkedései közé tartozott az országos filoxérabizottság felállítása (1880), a keleti marhavész elleni védelem megszervezése, az importált sertésállomány átmeneti elkülönítésére és egészségügyi megfigyelésére szolgáló kőbányai vesztegintézet felállítása (1880), valamint az időjárás-előrejelző agrometeorológiai állomások kialakítása. Miniszterségéhez fűződik a földművesiskolák és az ipari oktatás megszervezése, a háziipari tanműhelyek felállítása, a Magyar Királyi Kultúrmérnöki Intézmény (1879), az Országos Borászati Kormánybiztosság (1879), az Országos Selyemtenyésztési Felügyelőség (1880) és az Állami Vegykísérleti Állomás (1881) létrejötte. Miniszterként törekedett a bonyolult erdélyi birtokviszonyok rendezésére és a gazdasági tervezés szolgálatába állítható áruforgalmi statisztikák bevezetésére. Bár tervbe vette az ipartörvény átfogó reformját és az 1885. évi országos kiállítás előkészítését, hivatali ideje alatt e lépésekre már nem került sor.
Közmunkaügyi és közlekedési miniszterként az országos vasúthálózat fejlesztését tekintette fő feladatának. Előkészítette a hálózat állami tulajdonba vételét, intézkedései nyomán fellendült a helyiérdekű vasútvonalak kiépítése. Négyesztendős minisztersége során a felmerülő anyagi nehézségeket azonban nem tudta legyűrni, így nagyobb ívű elképzeléseit nem valósította meg.
Publicisztikai tevékenysége szintén jelentős volt. Az 1850-es évektől jelentek meg politikai, jogi és történelmi tárgyú publicisztikái, többek között a Magyar Sajtó, Budapesti Szemle, Századok folyóiratokban és a Pesti Napló napilapban. 1872-ben a Deák Ferenc-párti Korunk című lap szerkesztője volt. Az 1850-es–1860-as évek fordulóján élénk művelődés- és kisebbségpolitikai vitát folytatott Eötvös Józseffel a nemzetek fejlődésének kérdéseiről. Ebben a polémiában Kemény vitapartnerével szemben azt a gondolatmenetet képviselte, hogy a nemzetiségek elkülönülése nem ragadható meg csupán a nyelvi különbségekben, azaz a nyelvkérdés rendezésével (ti. a magyarosítással) a különállás nem szűnik meg, egy adott nemzetiséghez tartozni ugyanis sajátos és bonyolult kulturális-történeti tudatforma. Úgy vélte továbbá, hogy Eötvös rossz úton jár, amikor a nemzet fejlődésének zálogát a nemzeti érdekközösségben látja, Kemény ezzel szemben úgy gondolta, hogy az érdekkülönbségek felismerésével és megértésével kell felépíteni az egységes nemzetet, azaz a nemzetkoncepció alapja nem lehet az egyes közösségek, kisebbségek céljait felülről meghatározó vagy elnyomó hatalmaskodás.

### Szervezeti tagságai és elismerései
1864-ben (1863) a Magyar Tudományos Akadémia levelező, majd 1886-ban tiszteleti tagjává választották. 1877–1878-ban a Magyar Történelmi Társulat másodalelnöki, 1878–1887-ben első alelnöki, 1887-től haláláig elnöki tisztét töltötte be.
A spanyol III. Károly-rend és a szerb Takovo-rend birtokosa volt.

### Főbb művei
- A nemzetek fejlődéséről. Kolozsvár, Stein, 1856.
- Helyzetünk és jövőnk. Pest, Pfeifer, 1859.
- Nehány szó báró Eötvös Józsefhez. Pest, Pfeifer, 1860. Online
- Még egynehány szó. Pest, Pfeifer, 1860.
- Nagy-Enyednek és vidékének veszedelme 1848–49-ben. Pest, 1860.
- A korszakok szelleme. in: Budapesti Szemle 1864. (Akadémiai székfoglalója)
- A baloldalnak politikája. Pest, 1868.